# Muslin

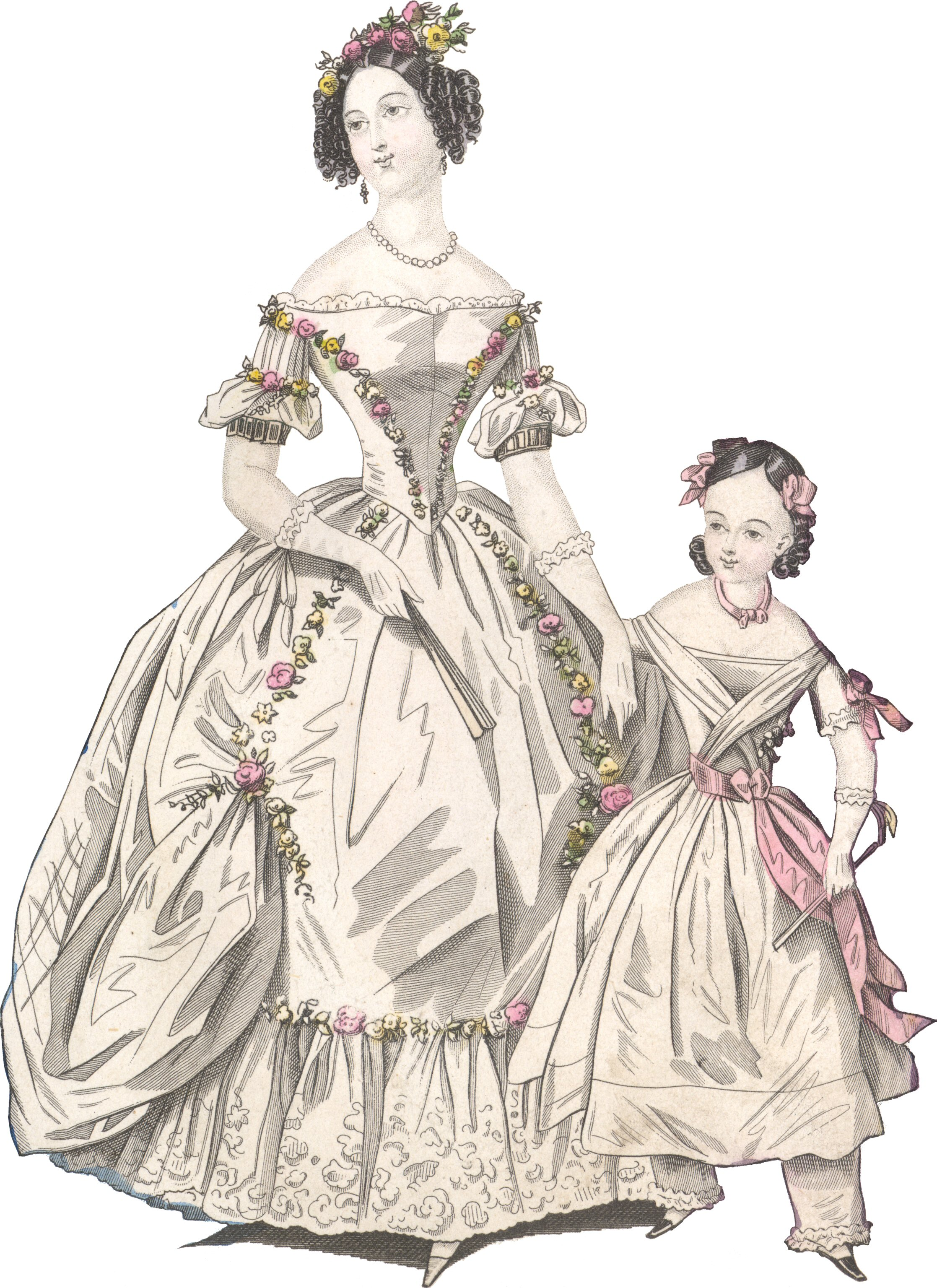
Muslinkläder på en modebild från 1838.

Muslin är en tunn bomullsväv i tuskaft, oftast vit, tunnare än kattun. Materialet var populärt i kläder i Storbritannien och Frankrike i slutet av 1700-talet och början av 1800-talet.
Det användes senare främst som klänningstyger och i gardiner.
Muslin används numera inom bokbinderiet och som halvgenomskinligt målningsunderlag för kulisser. Genom olika belysningsarrangemang kan man på en teater då göra scenväxlingar inför öppen ridå.
Européerna kom på slutet av 1600-talet i kontakt med denna väv i Mosul, som ligger i Irak. Ordet muslin kommer av arabiska mausili, "från Mosul". Vävens ursprung är emellertid dåvarande östra Indien, närmare bestämt Dhaka, huvudstaden i nuvarande Bangladesh.
Yllemuslin är tunna ylletyger med tryckta mönster. De begagnas liksom bomullsmuslin till damklänningar.